# Estagrotis cuprea
Estagrotis cuprea är en fjärilsart som beskrevs av Moore 1867. Estagrotis cuprea ingår i släktet Estagrotis och familjen nattflyn. Inga underarter finns listade i Catalogue of Life.